# (320) Katharina
(320) Katharina es un asteroide perteneciente al cinturón de asteroides descubierto el 11 de octubre de 1891 por Johann Palisa desde el observatorio de Viena, Austria.
Está nombrado en honor de Katharina Palisa, madre del descubridor.
Forma parte de la familia asteroidal de Eos.